# شصية
الشصية (الاسم العلمي: Uncinaria) هي جنس من الحيوانات تتبع الفصيلة الملقوات من رتبة الأسطونيات.

## أنواع الشصية
- شصية دموية
- شصية رفيعة الرأس
- شصية روشية
- شصية هاملتونية
- شصية يوكونية